# 방준영
방준영(方駿榮, 1965년 10월 10일  ~ )은 대한민국의 수영 선수이다. 1984년 하계 올림픽에서 두 가지 경기에 출전했으며 성균관대학교를 다녔다.